# Aigrette (mode)

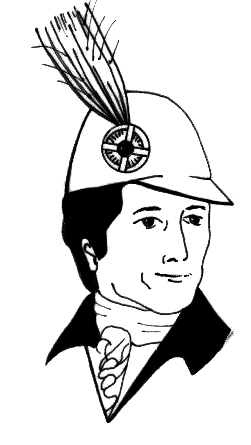
Aigrette

Een aigrette is een hoofddeksel van veren, vaak bijeengehouden door een juweel, populair in de 19e en vroeg 20e eeuw.
Aan het Britse hof was tot 1939 iedere dame verplicht om bij haar avondtoiletten een witte verenbos te dragen. In de jaren twintig van de 20e eeuw was de aigrette erg populair als hoofdtooi, al dan niet in combinatie met een tulband.
In het Ottomaanse Rijk was de chelengk, een aigrette, tot in de 19e eeuw een hoge onderscheiding.

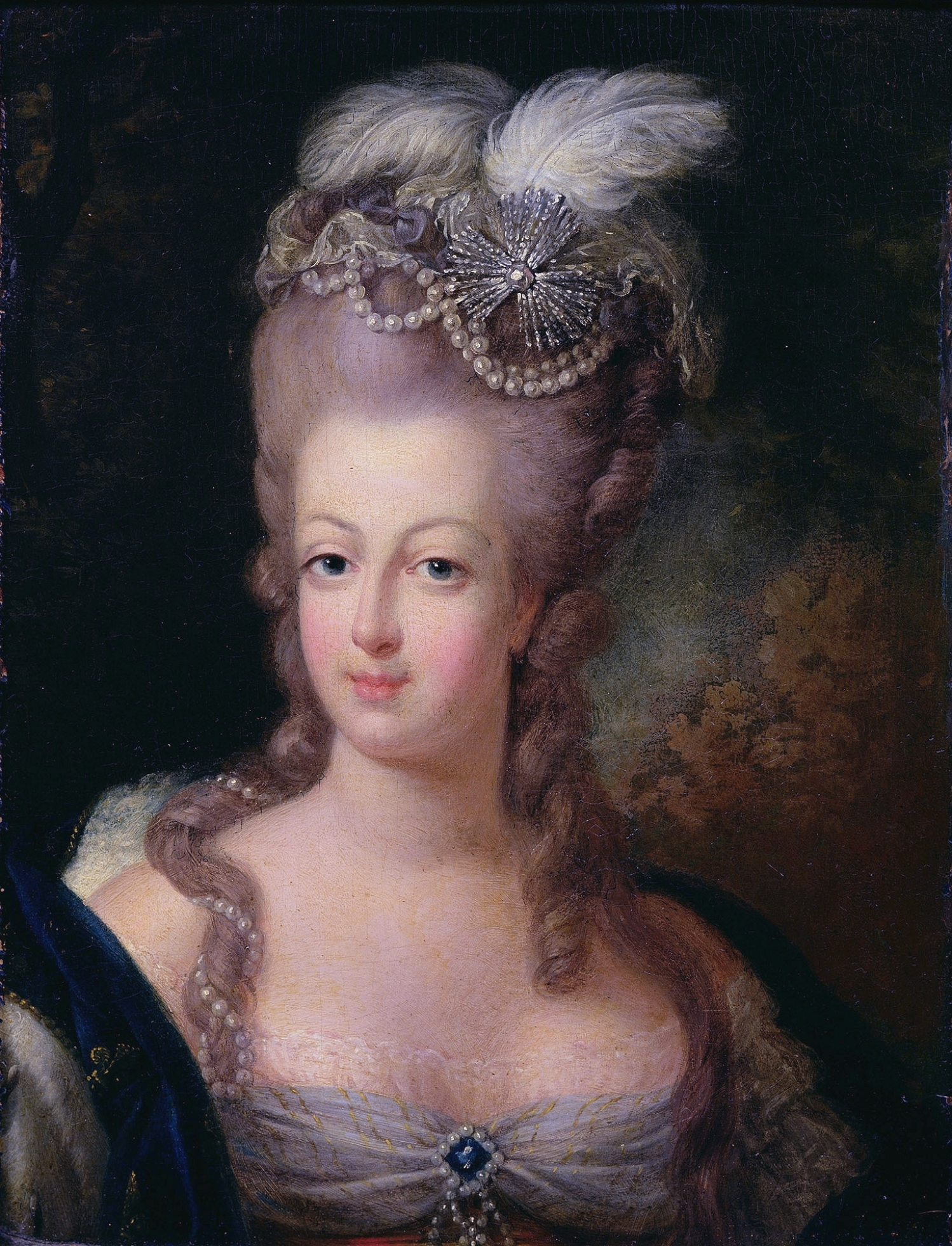
Marie-Antoinette, 1775
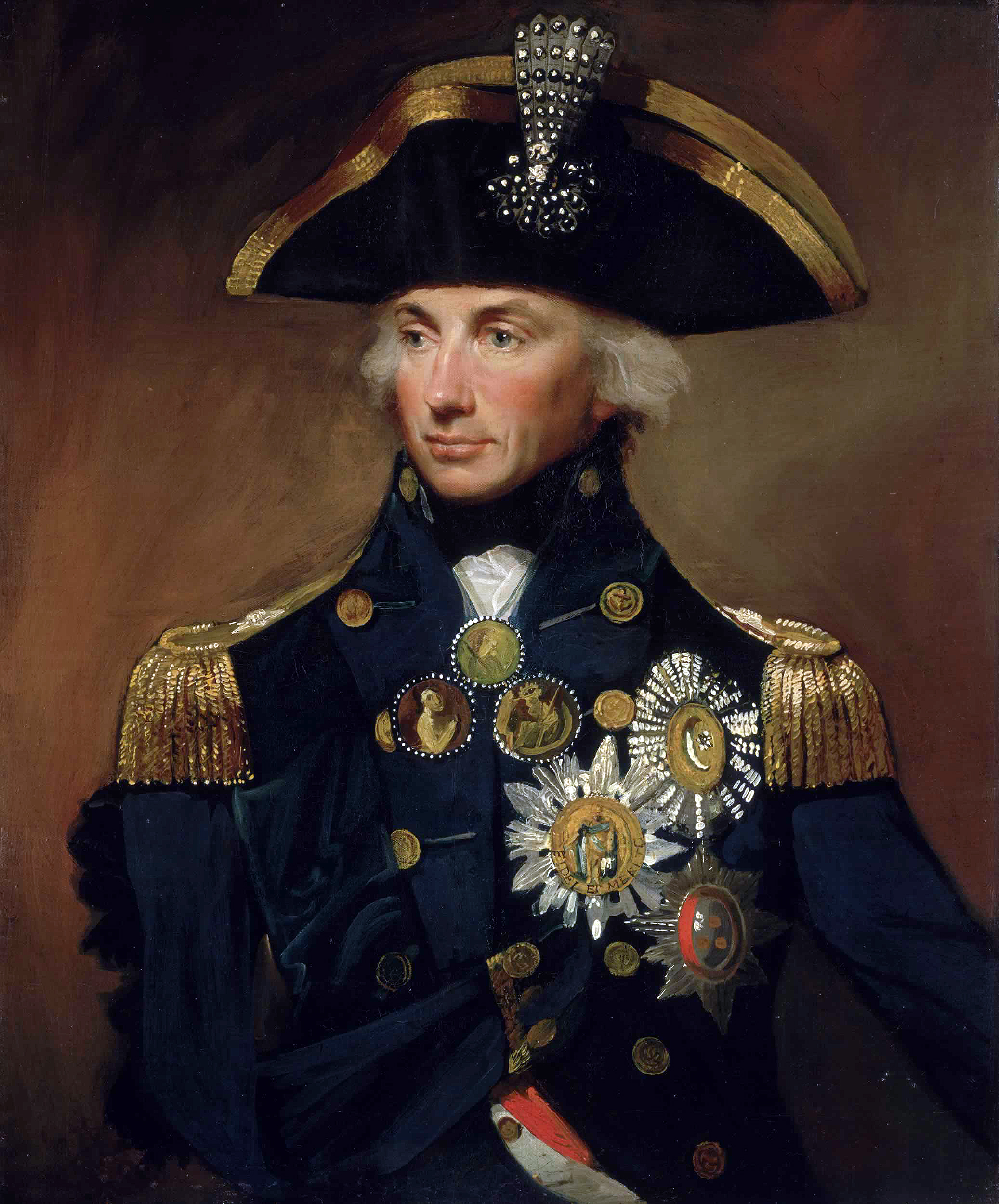
Horatio Nelson met een chelengk